# Sofia Ventura
Sofia Ventura (Bologna, 4 aprile 1964) è una politologa e saggista italiana.

## Biografia
Nata a Bologna, è figlia di madre francese, perciò ha la doppia cittadinanza, italiana e francese.
Laureata in scienze politiche all'Università di Bologna, ha poi conseguito il dottorato di ricerca presso la facoltà di scienze politiche Cesare Alfieri dell'Università di Firenze. Allieva di Angelo Panebianco, è professoressa associata all'Università di Bologna, dove è titolare dei corsi di scienza politica e di leadership e comunicazione politica e docente a contratto presso la LUISS School of Government. I suoi principali ambiti di ricerca hanno riguardato le politiche scolastiche, il federalismo, le istituzioni federali nei sistemi politici multinazionali; i suoi ultimi studi concernono la comunicazione politica e il sistema politico francese, al quale ha dedicato numerosi articoli e saggi.

### Attività politica
Nei primi anni '90 ha partecipato al movimento referendario, dov'è stata candidata alle elezioni politiche del 1992 nella Lista referendum. In passato ha svolto attività politica nella gioventù liberale e nel Partito Radicale. È stata membro della redazione e successivamente della direzione del bimestrale di cultura politica IdeAzione tra il 1994 e il 1998 diretto da Domenico Mennitti ed è attualmente membro del comitato di direzione del trimestrale Rivista di Politica diretto da Alessandro Campi. È tra i fondatori dell'associazione Libertiamo, insieme all'ex radicale Benedetto Della Vedova. È stata membro della redazione della Rivista Italiana di Scienza Politica (2007-2009).
Ha collaborato con il magazine della Fondazione Farefuturo, vicina a Gianfranco Fini.
Nel 2009 ha suscitato dibattito, a destra e non solo, il suo j'accuse contro le veline in politica pubblicato sul web-magazine di "Fare Futuro". Tale polemica ha suscitato clamore anche su vari giornali stranieri.
È stata una degli intellettuali di riferimento dell'area finiana del centrodestra.
Nel 2012 si dichiara a sostegno della candidatura di Matteo Renzi, allora sindaco di Firenze, alle elezioni primarie del centro-sinistra "Italia. Bene Comune" per la scelta del leader della coalizione di centro-sinistra e candidato alla Presidenza del Consiglio, e che se le vincesse l'avrebbe votato alle elezioni politiche.
In occasione dei referendum abrogativi sulla giustizia del 2022, si è fatta promotrice delle ragioni del "Sì", entrando a far parte del comitato "Comitato Garantista per il Sì".

### Attività editoriale
È stata editorialista del Corriere di Bologna (dorso del Corriere della Sera), del QN Quotidiano Nazionale e del mensile IL del Sole 24 Ore. Attualmente scrive per il quotidiano La Stampa e il settimanale L'Espresso.
Ha assunto posizioni critiche nei confronti del complottismo massonico.

## Opere
- Sofia Ventura, La scuola tra Stato e Chiesa. La regolamentazione della scuola privata in Italia e in Francia, Rimini, Maggioli Editore, 1998,  p. 287, ISBN 978-88-387-1173-2.
- Sofia Ventura, La politica scolastica, Bologna, Il Mulino, 1998,  p. 302, ISBN 978-88-15-06247-5.
- Sofia Ventura, Il federalismo, Bologna, Il Mulino, 2002,  p. 144, ISBN 978-88-15-08473-6.
- Sofia Ventura (a cura di), Da stato unitario a stato federale. Territorializzazione della politica, devoluzione e adattamento istituzionale, Bologna, Il Mulino, 2008,  p. 248, ISBN 978-88-15-12309-1.
- Sofia Ventura, Gianfranco Pasquino (a cura di), Una splendida cinquantenne: la Quinta Repubblica francese, Bologna, Il Mulino, 2010,  p. 284, ISBN 978-88-15-13389-2.
- Sofia Ventura, Il racconto del capo. Berlusconi e Sarkozy, Bari-Roma, Laterza, 2012,  p. 164, ISBN 978-88-420-5418-4.
- Sofia Ventura, Renzi & Co. Il racconto dell'era nuova, Soveria Mannelli, Rubbettino, 2015.

- Sofia Ventura, I leader e le loro storie. Narrazione, comunicazione politica e crisi della democrazia, Bologna, Il Mulino, 2019.